# Gretel Bergmann

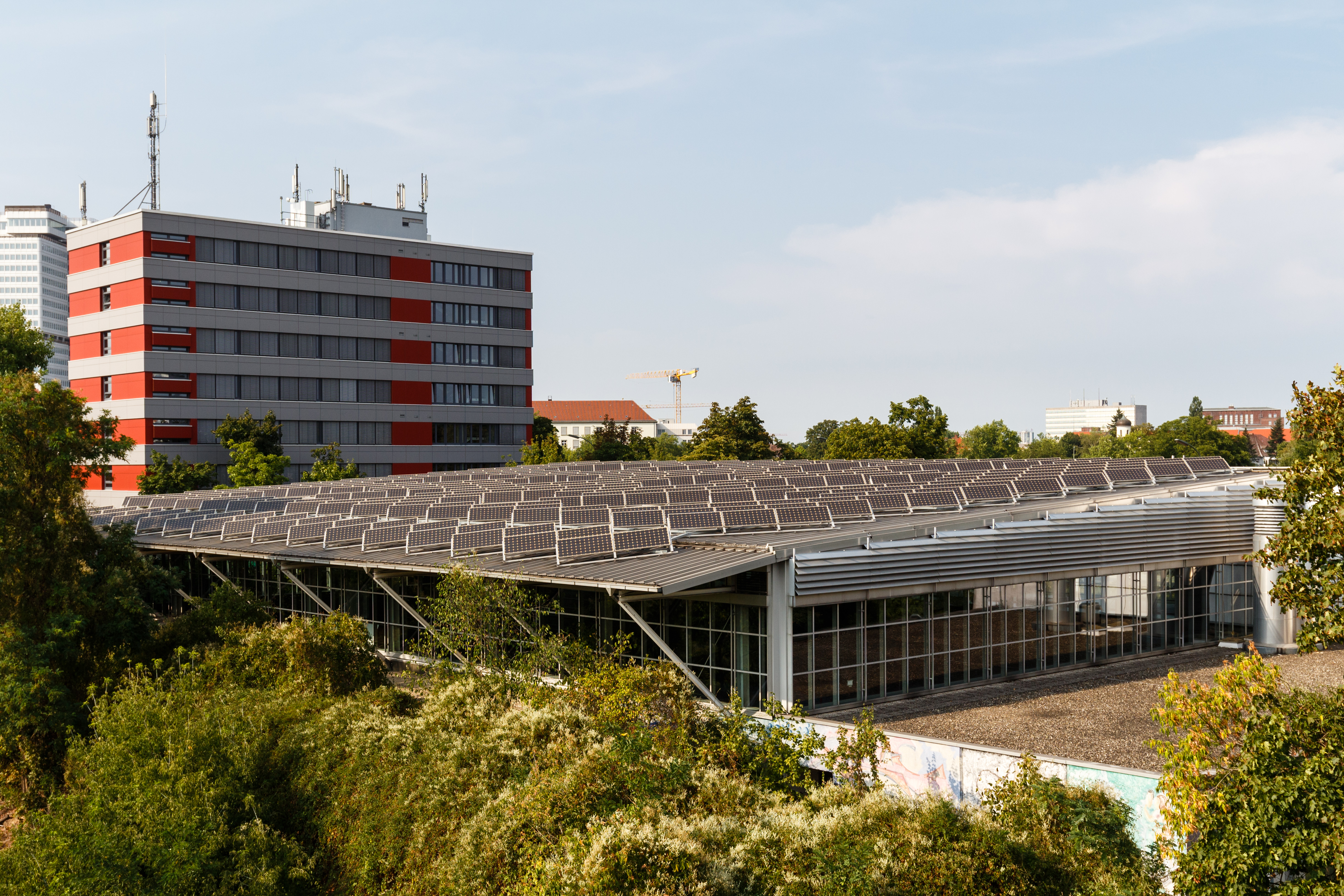
Het naar Gretel Bergmann vernoemde sportcomplex in Berlin-Wilmersdorf

Margarethe (Gretel) Bergmann (Laupheim, 12 april 1914 – New York, 25 juli 2017) was een Duits-Amerikaanse atlete, die gespecialiseerd was in het hoogspringen.

## Biografie
Bergmann werd geboren in 1914 in het zuidelijke Laupheim in een Joods gezin. In 1931 verbeterde zij het Duitse record hoogspringen tot 1,51 m. Nadat de nazi's de macht hadden overgenomen in 1933, werd ze uitgesloten van haar atletiekclub. Ze verhuisde naar het Verenigd Koninkrijk, waar ze in 1934 de Britse kampioenschappen won met een sprong over 1,55 m. De nazi's dwongen haar daarna om terug te keren en zich voor te bereiden op de Olympische Spelen van 1936 in Berlijn door te dreigen met represaillemaatregelen tegen haar nog in Duitsland verblijvende familie. Onder druk van de Amerikanen, die deelname van Duitse Joden eisten op straffe van het boycotten van de Spelen, deden de nationaalsocialisten namelijk hun uiterste best om Duitsland te presenteren als een kosmopolitisch en tolerant land. In de voorbereiding verbeterde Gretel Bergmann het hoogspringrecord opnieuw en stelde het op 1,60 m.
Twee weken voor de Olympische Spelen kreeg Bergmann echter een brief dat ze toch niet was toegelaten tot de Spelen. Ze werd in de ploeg vervangen door Dora Ratjen, die later een man bleek te zijn. In 1937 emigreerde Bergmann naar de Verenigde Staten. In 1937 en 1938 werd ze Amerikaans kampioene hoogspringen. In 1942 werd ze Amerikaans staatsburger.
In 1995 werd een sportcomplex in Berlin-Wilmersdorf naar Gretel Bergmann genoemd. Ze keerde nooit meer terug naar Duitsland, ook niet toen in 1999 het stadion van Laupheim naar haar werd vernoemd en ze als eregaste was uitgenodigd. In 2009 werd een film over haar gemaakt ten tijde van de Spelen in 1936: Berlin 36. Karoline Herfurth speelt de hoofdrol. Bergmann, die zich in de Verenigde Staten naar de naam van haar man Margaret Lambert liet noemen, werd 103 jaar oud.

## Titels
- Brits (WAAA-)kampioene hoogspringen (1934)
- Amerikaans kampioene hoogspringen (1937, 1938)
- Amerikaans kampioene kogelstoten (1937)

## Persoonlijk record
| Onderdeel    | Prestatie | Jaar |
| ------------ | --------- | ---- |
| hoogspringen | 1,60 m    | 1936 |

## Palmares

### hoogspringen
- 1934:  Britse (WAAA-)kamp. - 1,55 m
- 1937:  Amerikaanse kamp.
- 1938:  Amerikaanse kamp.

### kogelstoten
- 1937:  Amerikaanse kamp.